# Grünestraße
Grünestraße ist eine Hofschaft in Hückeswagen im Oberbergischen Kreis im Regierungsbezirk Köln in Nordrhein-Westfalen (Deutschland).

## Lage und Verkehrsanbindung
Grünestraße liegt im südlichen Hückeswagen an der Kreisstraße K5. Nachbarorte sind Kleinenscheidt, Großenscheidt, Sohl, Neuenholte, Altenholte, Röttgen und Posthäuschen. Grünestraße besteht aus einem einzigen, ehemaligen Hof, der schon lange nicht mehr agrarisch bewirtschaftet wurde. Über 150 Jahre beherbergte das Haus die von der Familie Hager geführte, regional bekannte Gastwirtschaft. Ende 2017 wurde der Betrieb aus Altersgründen eingestellt. Der auf der Wasserscheide zwischen Wupper und Dhünn liegende Ort grenzt an das Wald- und Naherholungsgebiet Mul.

## Geschichte
Im Jahre 1532 wurde der Ort das erste Mal urkundlich erwähnt: „Engell, Kielgen seine Hausfrau und 3 Kinder up der Straitgen in der Honschaft Duryfeld“ sind in einer Einwohnerliste genannt. Schreibweise der Erstnennung: up der Straitgen.

## Wander- und Radwege
Folgende Wanderwege führen durch den Ort oder an ihm vorbei:
- Der Ortswanderweg □ von der Wermelskirchener Knochenmühle zur Bevertalsperre
- Der Ortswanderweg ━ von Purd zur Wiebach-Vorsperre
- Bei Grünestraße befindet sich ein Wanderparkplatz, an dem die Ortsrundwanderwege A1, A2, A3, A4, A5 und A6 (Mul/Purd) beginnen.